# 黏液层
黏液层（slime layer）为一种细菌的特殊构造，它是围绕细菌细胞的一层很容易除去（比如通过离心的方法），而且无规则的物质。黏液层的主要化学成分为外多糖、糖蛋白，以及糖脂。
值得注意的是，不能因黏液层（slime layer）和S層（S-layer，存在于许多细菌周围的界限分明、高度有序的糖蛋白层）的英文名相近而把它们混为一谈。
黏液层的功能是保护细菌细胞免受来自环境的伤害，诸如抗菌素和干燥的环境。黏液层亦可以使细菌附着到光滑的表面上，比如义肢类医疗设备和导管。黏液层能保护菌落免被含氯制剂、含碘制剂等化学灭菌剂杀死，使得高压蒸汽灭菌法或沸水冲洗成为唯一的去污染方法。 
黏液层与细菌的荚膜相似，不过荚膜为更有序的结构，也不像黏液层一样能被轻松地冲走。